# Floris Diergaardt
Floris Diergaardt (* 23. September oder 23. Dezember 1980 in Windhoek, Südwestafrika) ist ein ehemaliger namibischer Fußballspieler.
Diergaardt war von Juli 2000 bis Juni 2001 in Südafrika bei Ajax Cape Town aktiv, bevor er zum Civics FC nach Windhoek wechselte. Seine Karriere begann er 1998 bei Germania Schnelsen in Deutschland, ehe er 1999 in die heimische, namibische Liga wechselte. Nach acht Jahren bei den Civics wechselte Diergaardt zur Saison 2010/11 zum Ligakonkurrenten Ramblers. Im Jahr 2011 beendete er seine Laufbahn.
Diergaardt war außerdem namibischer Fußballnationalspieler.

## Erfolge
Alle Erfolge errang Diergaardt mit den Civics:
- Namibischer Fußballmeister: 2005, 2006, 2007
- Namibischer Pokalsieger: 2003, 2007